# 金澤侑生
金澤 侑生（かなざわ ゆう、1982年8月17日 - ）は、日本のモデル。神奈川県出身。血液型はA型。

## 人物
兄が1人いる。
2000年9月、ギャル系ファッション雑誌『Happie』（英知出版）でモデルデビュー。
浜崎あゆみと親交がある。同じ1982年生まれである熊田曜子と永田杏奈、元モーニング娘。の市井紗耶香やファッションデザイナーの伊藤羽仁衣と仲が良い。

## 出演

### バラエティ
- 2000年9月 - 2001年8月 SKYPFTV「KOMEいいじゃん」パーソナリティ レギュラー
- 2000年10月 TBS ワンダフル
- 2000年11月 TX 天の恵
- 2000年11月 TBS ドキュメントDD
- 2000年11月 TBS ジャスト
- 2000年11月 TBS THEワイド（2回出演）
- 2000年12月 TBS ニュースの森
- 2000年12月 ANB スーパーモーニング
- 2000年12月 TBS スパスパ人間学
- 2001年1月 SKYPFTVデジキューブch 「デジキューブ」レポーター
- 2001年2月 TX 日曜ビッグスペシャル
- 2001年2月 NTV ルックルックこんにちは
- 2001年2月 ANB スーパーJチャンネル
- 2001年2月 KTV 2時ドキッ!（2回出演）
- 2001年 3月 TX いまどき娘とハッスルオヤジ
- 2001年 6月 TX スキヤキ!!ロンドンブーツ大作戦
- 2001年 9月 TBS 王様のブランチ
- 2002年10月 - 2003年1月 テレビ大阪「フィギュア玉」レギュラー
- 2002年12月 TX 史上最大!1万枚の宝くじ2002年最後の夢勝負!3億円山分けスペシャル
- 2003年8月 TBS ★愛と誠★/ナインハーフ（準レギュラー）

### テレビドラマ
- 2000年9月 TBS Friends
- 2000年11月 ANB 土曜ワイド劇場「銀行強盗はなぜ殺されたか?」
- 2000年11月 NTV 新宿暴走救急隊
- 2001年7月 CX ウソコイ
- 2002年1月 TBS 月曜ミステリー劇場「税務調査官・窓際太郎の事件簿8」 - マリー 役
- 2002年6月 ANB 相棒

### 映画
- 2001年12月 愚連(ギャング)（及川中監督）
- 2003年 Chateau de Rose（山崎英樹監督）

### 舞台
- 2001年2月 「脱娘」
- 2002年3月 「神からもらったこの美貌」
- 2003年2月 「喜劇のヒロイン」

### 雑誌
- 2000年 - 2001年 英知出版『Happie』専属モデル
- 2000年11月 扶桑社『SPA!』
- 2000年12月 小学館『女性セブン』
- 2001年3月 光文社『女性自身』
- 2001年3月 毎日出版『サンデー毎日』
- 2003年 - 2005年『Lucky Raccoon』コラム連載

### ラジオ
- 2001年6月 TBSラジオ「松尾雄治のピテカンワイド」

### その他
- 東京都杉並区男女平等推進センター主催、講演会「自分らしく生きる」ゲスト